# تشارلز بريفرمان
تشارلز بريفرمان (بالإنجليزية: Charles Braverman)‏ هو مخرج أمريكي، ولد في 3 مارس 1944.

## وصلات خارجية
- تشارلز بريفرمان على موقع IMDb (الإنجليزية)
- تشارلز بريفرمان على موقع ألو سيني (الفرنسية)
- تشارلز بريفرمان على موقع قاعدة بيانات الأفلام السويدية (السويدية)
- تشارلز بريفرمان على موقع كينوبويسك (الروسية)